# (10069) Fontenelle
(10069) Fontenelle (1989 CW2) – planetoida z pasa głównego asteroid okrążająca Słońce w ciągu 5,2 lat w średniej odległości 3 j.a. Odkryta 4 lutego 1989 roku.